# Lady in the Water
Lady in the Water är en amerikansk thrillerfilm från 2006, skriven och regisserad av M. Night Shyamalan.

## Rollista (i urval)
- Paul Giamatti - Cleveland Heep
- Bryce Dallas Howard - Story
- M. Night Shyamalan - Vick Ran
- Bob Balaban - Harry Farber
- Noah Gray-Cabey - Joey Dury
- Freddy Rodriguez - Reggie
- Tovah Feldshuh - Mrs. Bubchik